# Thorium(IV)-carbid
Thorium(IV)-carbid (ThC) ist eine chemische Verbindung des Thoriums in der Oxidationsstufe +4 mit Kohlenstoff, vorliegend als Methanid (C4−). Durch den Elektronegativitätsunterschied der Elemente von 1,25 auf der Pauling-Skala haben die Bindungen grob 30 % ionischen Charakter.

## Gewinnung und Darstellung
Thorium(IV)-carbid kann durch Reaktion von Thorium mit Kohlenstoff gewonnen werden.
{\displaystyle \mathrm {Th+C\longrightarrow ThC} }

## Eigenschaften
Thorium(IV)-carbid ist ein schwarzgraue, metallisch glänzende, kristalline Substanz, die mit Wasser und verdünnten Säuren unter Bildung von Kohlenwasserstoffen reagiert. Er hat eine kubische Kristallstruktur vom Natriumchlorid-Typ mit Homogenitätsgebiet (a = 529–536 pm) mit der Raumgruppe Fm3m (Nr. 225) und einen hohen Schmelzpunkt und ist wie alle Thoriumverbindungen radioaktiv.

## Verwandte Verbindungen
- Thoriumdicarbid (ThC2)